# Greta Van Fleet
Greta Van Fleet ist eine US-amerikanische Rockband aus Frankenmuth, Michigan. Die Band steht bei Lava Records unter Vertrag und hat bislang drei Studioalben und drei EPs veröffentlicht. 2019 gewann Greta Van Fleet einen Grammy in der Kategorie Best Rock Album und wurden darüber hinaus für vier weitere Grammies nominiert.

## Geschichte

### Gründung und frühe Jahre (2012 bis 2016)
Die Band wurde im Jahre 2012 von den Brüdern Joshua, Jacob und Samuel Kiszka (Gesang, Gitarre bzw. Bass) und dem Schlagzeuger Kyle Hauck gegründet. Jacob Kiszka ging damals noch zur Highschool und jammte zunächst mit Kyle Hauck. Später kamen Jacobs Zwillingsbruder Joshua und der jüngere Bruder Samuel Kiszka hinzu. Der Bandname stammt von einer Bewohnerin von Frankenmuth, der Rentnerin Gretna Van Fleet. Da sie ebenfalls Musikerin ist, bekam sie ständig Anrufe, ob sie am Abend ein Konzert geben würde. Gretna Van Fleet besuchte später ein Konzert der Band und erlaubte den Musikern, ihren leicht abgewandelten Namen als Bandnamen zu benutzen. Im Oktober 2013 verließ Kyle Hauck aus zeitlichen Gründen die Band und wurde durch Samuel Kiszkas Schulfreund Daniel Wagner ersetzt. Ein Jahr später veröffentlichte die Band die Live-EP Greta Van Fleet: Live in Detroit. Der Automobilhersteller Chevrolet verwendete das Lied Standing On in seiner Werbung für das Modell Equinox. Im Januar 2016 verwendete der US-amerikanische TV-Sender Showtime das Lied Highway Tune in seiner Serie Shameless.

### Black Smoke RisingundFrom the Fires(2017)

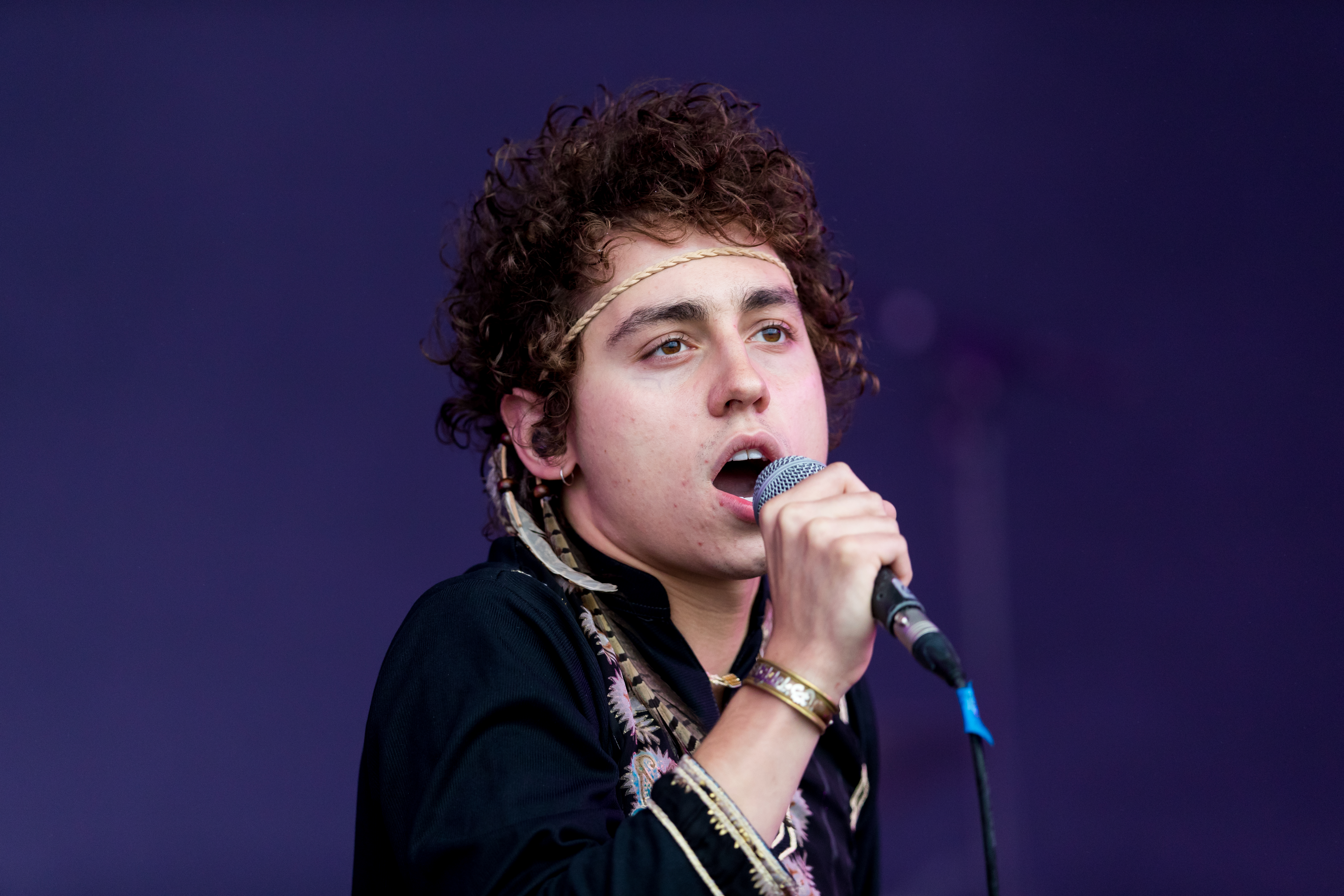
Sänger Joshua Kiszka

Die Band wurde von Lava Records, einer Tochterfirma der Universal Music Group unter Vertrag genommen und veröffentlichte am 21. April 2017 die Debüt-EP Black Smoke Rising, die von Al Sutton und Marlon Young produziert wurde und Platz 182 der US-amerikanischen Albumcharts erreichte. Der Streamingdienst Apple Music kürte Greta Van Fleet gleichzeitig als neuen Künstler der Woche, bevor die Band zusammen mit der Band The Struts auf Tour ging. Die Single Highway Tune erreichte Platz eins der Billboard-Mainstream-Rock-Charts. Im Oktober 2017 wurde die Band bei den Loudwire Music Awards als beste neue Band ausgezeichnet, bevor am 10. November 2017 die zweite EP From the Fires veröffentlicht wurde. From the Fires erschien als Doppel-EP und wurde erneut von Al Sutton und Marlon Young produziert. Außer den vier Titeln der ersten EP enthält From the Fires neben zwei neuen Eigenkompositionen noch Coverversionen der Lieder A Change Is Gonna Come von Sam Cooke und Meet on the Ledge von Fairport Convention. Die EP erreichte Platz 36 der US-amerikanischen, Platz 23 der kanadischen und Platz 84 der deutschen Albumcharts. Ebenfalls im Herbst 2017 spielte die Band auf den Festivals Aftershock und Louder Than Life.

### Anthem of the Peaceful Army(2018 bis 2020)

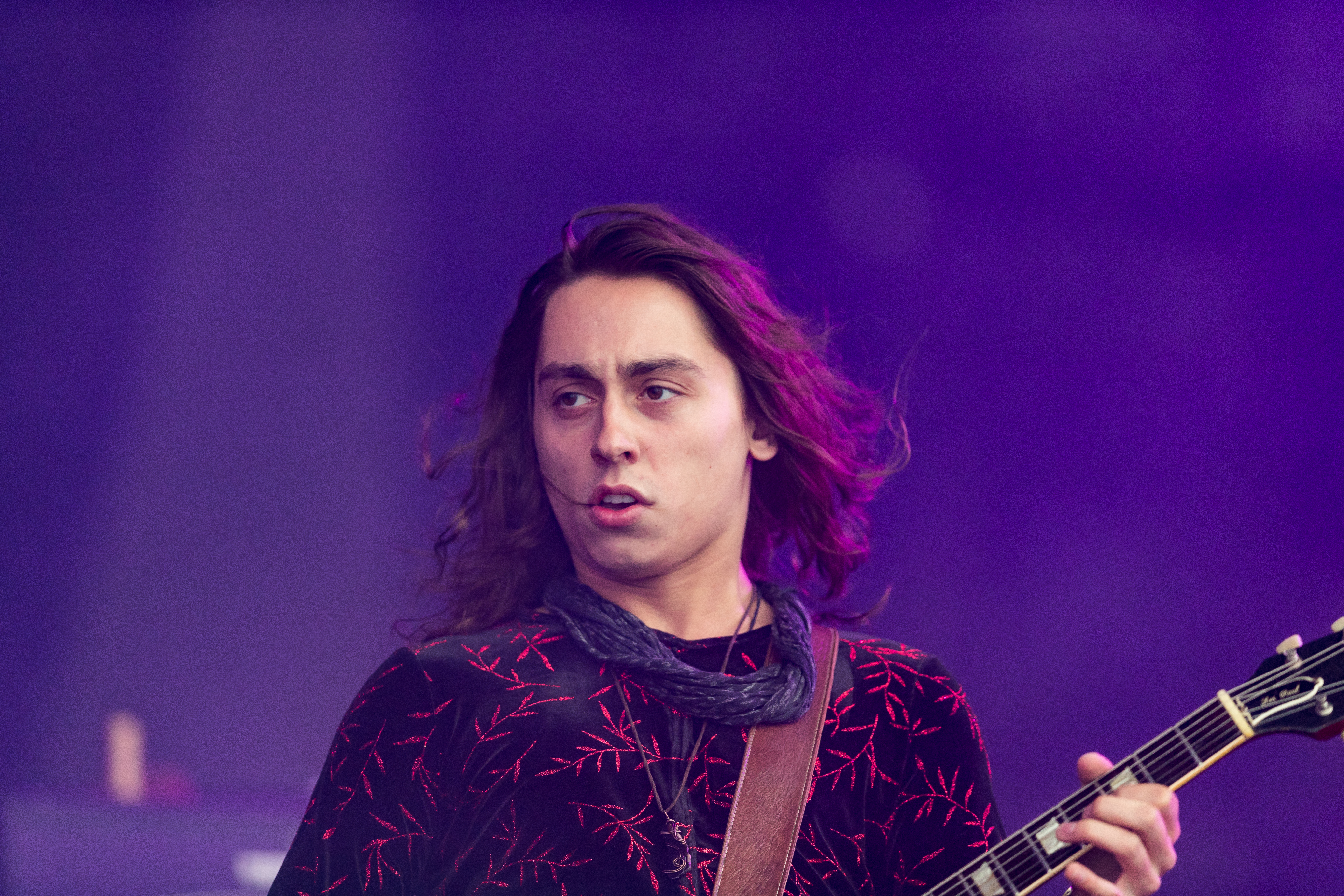
Gitarrist Jacob Kiszka

Im Januar 2018 begann die Band mit den Aufnahmen für ihr Debütalbum, das von Al Sutton, Marlon Young und Herschel Boone produziert wurde. Am 24. Januar 2018 erschien bei Spotify die ausschließlich digital veröffentlichte Single Spotify Singles mit dem Titel Black Smoke Rising sowie einer Coverversion des Songs Rolling in the Deep von Adele. Greta Van Fleet spielten am 4. März 2018 bei einer Wohltätigkeitsgala zu Gunsten der Elton John AIDS Foundation. Bei den iHeartRadio Music Awards 2018 wurden Greta Van Fleet in der Kategorie Best New Rock/Alternative Rock Artist nominiert, der Preis ging jedoch an Judah & the Lion. Es folgten Festivalauftritte in Nordamerika unter anderem beim Rock on the Range, dem Carolina Rebellion oder dem Coachella Valley Music and Arts Festival. Im Sommer spielte die Band ihre ersten Konzerte in Europa und trat im Vorprogramm von Guns n’ Roses sowie bei Festivals wie Rock am Ring, Rock im Park, Pinkpop und dem Download-Festival auf.
Das Debütalbum Anthem of the Peaceful Army erschien am 19. Oktober 2018 und stieg auf Platz drei der deutschen und US-amerikanischen Albumcharts ein. In den USA wurden 87.000 Einheiten des Albums verkauft. Hiervon entfielen 80.000 auf traditionelle Albumverkäufe. Betrachtet man nur letztere, war Anthem of the Peaceful Army das meistverkaufte Album der Woche. Darüber hinaus erreichte das Album Platz sechs in der Schweiz und Platz neun in Österreich. Am 19. Januar 2019 trat die Band in der NBC-Sendung Saturday Night Live auf und spielte die Lieder Black Smoke Rising und You’re the One. Greta Van Fleet wurden bei den Grammy Awards 2019 für die EP From the Fires in der Kategorie Best Rock Album ausgezeichnet. Darüber hinaus erhielt die Band Nominierungen in den Kategorien Best New Artist, Best Rock Performance und Best Rock Song, allerdings gingen die Preise an Dua Lipa, Chris Cornell bzw. St. Vincent.
Bei den iHeartRadio Music Awards 2019 wurde das Lied Safari Song in der Kategorie Rock Song of the Year ausgezeichnet. Die Band wurde außerdem in der Kategorie Rock Artist of the Year nominiert, der Preis ging jedoch an Three Days Grace. Bei den Pollstar Awards 2019 gewannen Greta Van Fleet in der Kategorie Best New Headliner. Die für Februar und März 2019 geplanten Tourneen durch Australien und Europa musste verschoben werden, da Sänger Josh Kiszka an einer Atemwegsinfektion erkrankte. Die Europatournee wurde im Herbst 2019 nachgeholt. Währenddessen wurde Anthem of the Peaceful Army bei dem polnischen Musikpreis Fryderyk als bestes ausländisches Album ausgezeichnet. Bei den Kerrang! Awards 2019 wurde Anthem of the Peaceful Army in der Kategorie Bestes Album nominiert. Der Preis ging jedoch an die Band Ghost. Bei den iHeartRadio Music Awards 2020 wurden Greta Van Fleet in der Kategorie Rock Artist of the Year nominiert, der Preis ging jedoch an Disturbed.

### The Battle at Garden’s GateundStarcatcher(seit 2021)

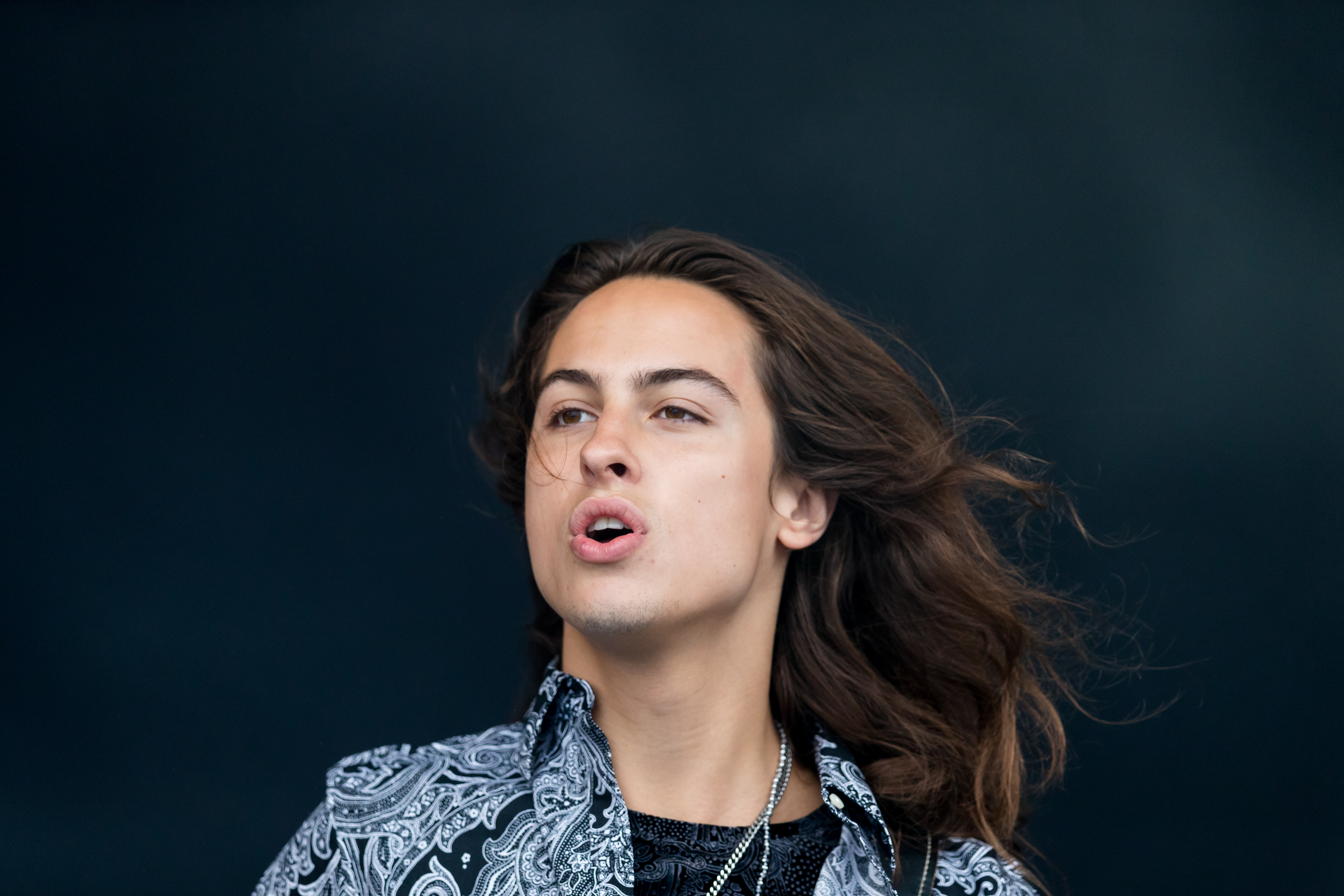
Bassist Samuel Kiszka

Zusammen mit dem Produzenten Greg Kurstin nahm die zwischenzeitlich nach Nashville gezogene Band ihr zweites Studioalbum The Battle at Garden’s Gate auf, das am 16. April 2021 veröffentlicht wurde. Kurstin hatte zuvor mit Adele, Kelly Clarkson oder den Foo Fighters gearbeitet. Das Album erreichte jeweils Platz drei der deutschen und Schweizer Albumcharts sowie Platz sieben in den Vereinigten Staaten und Platz acht im Vereinigten Königreich. Ab dem Frühjahr 2022 spielte die Band ihre Dreams in Gold-Tour durch Nordamerika und Europa mit den Vorgruppen The Velveteers und Rival Sons an. Im August 2022 eröffneten Greta Van Fleet bei zwei Konzerten für Metallica, bevor die eigene Tournee in Nordamerika fortgesetzt wurde. Dabei wurden Greta Van Fleet unter anderem von The Pretty Reckless, Houndmouth, Robert Finley und Crown Lands begleitet.
Ende 2022 nahm die Band zusammen mit Dave Cobb in Nashville ihr drittes Studioalbum Starcatcher auf, dass am 21. Juli 2023 erschien. Das Album stieg auf Platz zwei der deutschen und Schweizer, Platz sechs der österreichischen und Platz acht der britischen und US-amerikanischen Albumcharts ein. Parallel zur Albumankündigung wurde die Single Highway Tune in den USA mit Platin und die Singles Black Smoke Rising, Safari Song und When the Curtain Falls jeweils mit Gold ausgezeichnet. Das Album wurde bei den Grammy Awards 2024 in der Kategorie Best Rock Album nominiert.

## Stil

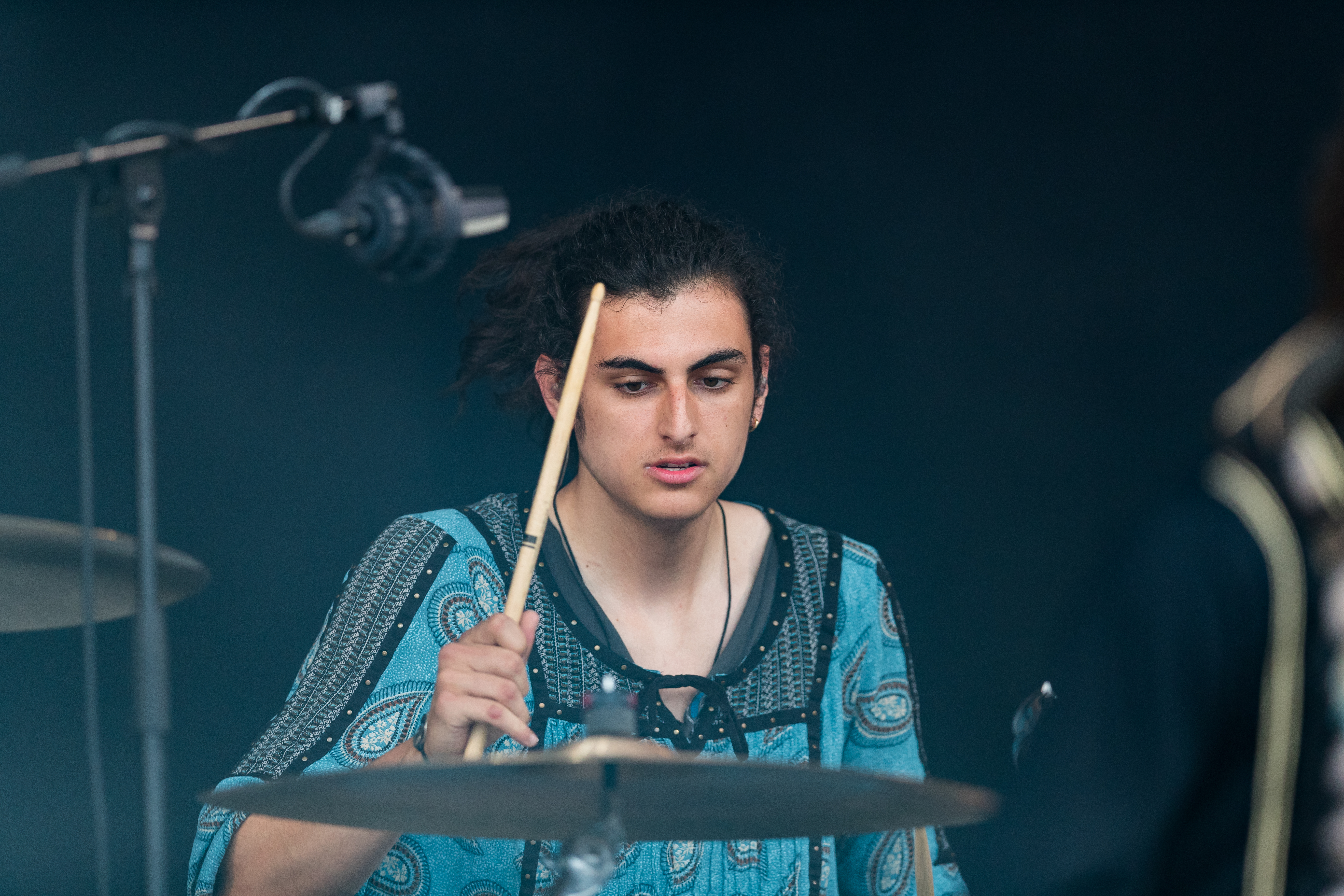
Schlagzeuger Daniel Wagner

Greta Van Fleet werden in der Regel mit Led Zeppelin verglichen, auch deren ehemaliger Sänger Robert Plant selbst warf den Musikern vor, das erste Album von Led Zeppelin zu imitieren. Greta van Fleet behaupteten in einem Interview mit dem niederländischen Magazin FaceCulture hingegen, dass Led Zeppelin keinen großen Einfluss auf ihren Sound und keinerlei Einfluss auf ihr Songwriting habe. Josh Kiszka erklärte, dass er bis zur High School nicht einmal gewusst habe, wer Led Zeppelin überhaupt war. Laut Jacob Kiszka wurden alle vier Bandmitglieder stattdessen stark vom Blues und der so genannten British Invasion beeinflusst. Zu den Haupteinflüssen zählen demnach Muddy Waters, Howlin’ Wolf, Buddy Guy oder Elmore James, Cream, Jefferson Airplane, The Doors, Wilson Pickett, Joe Cocker oder Sam & Dave.
Bei früheren Konzerten spielte die Band neben eigenem Material viele Coverversionen aus dem Blues bzw. von Bands wie Cream oder Bad Company. Zeitgenössische Bands spielen bei der Band hingegen kaum eine Rolle, Ausnahmen seien die Fleet Foxes, First Aid Kit, Rival Sons oder The Black Keys. Gitarrist Jake Kiszka zählt Elmore James, Duane Allman, Pete Townshend, Jimmy Page, Eric Clapton und Jimi Hendrix zu seinen Vorbildern. Bei eher folklastigen Liedern orientiere er sich an dem Picking von John Denver.
Von Seiten der Medien werden die Ähnlichkeiten mit Led Zeppelin unterschiedlich bewertet. Thomas Erlewine vom Onlinemagazin Allmusic bezeichnete Greta Van Fleet als „Led Zeppelin anbetende Millennials“. Sein Kollege James Christoph Monger zog darüber hinaus noch Vergleiche zu Kingdom Come. Für Frank Thießies vom deutschen Magazin Metal Hammer wäre es „ein Leichtes, das Debütalbum als Kopistenkram abzustrafen“. Greta Van Fleet würden es aber „unangestrengt schaffen, Blues, (Hard)Rock und Folk zu fusionieren“. Juliane Kehr vom deutschen Magazin Visions schrieb, dass Greta Van Fleet ihre musikalischen Helden der 60er und 70er „nicht plagiieren, sondern studieren, sezieren und zum Teil der eigenen musikalischen DNA“ werden lassen.
Jeremy D. Larson vom Onlinemagazin Pitchfork Media hingegen bezeichnete das Debütalbum als „halbgaren Boomerfetisch“ und „49-minütigen, endlosen Langweiler“. Jedes Lied hätte auch von „einer der tausend anderen Classic-Rock-Coverbands geschrieben oder gespielt werden können“. Der Musiker und Produzent Steven Wilson äußerte sich ebenfalls sehr negativ über die Band, sie sei „grottenschlecht, ein Witz“, spielten „wie eine armselige, drittklassige Led-Zeppelin-Imitation“ und er „glaube nicht eine Minute, dass sich in zehn Jahren noch jemand an sie erinnern wird“.

## Diskografie
Studioalben

| Jahr | Titel Musiklabel                         | Höchstplatzierung, Gesamtwochen, AuszeichnungChartplatzierungen (Jahr, Titel, Musiklabel, Platzierungen, Wochen, Auszeichnungen, Anmerkungen) | Höchstplatzierung, Gesamtwochen, AuszeichnungChartplatzierungen (Jahr, Titel, Musiklabel, Platzierungen, Wochen, Auszeichnungen, Anmerkungen) | Höchstplatzierung, Gesamtwochen, AuszeichnungChartplatzierungen (Jahr, Titel, Musiklabel, Platzierungen, Wochen, Auszeichnungen, Anmerkungen) | Höchstplatzierung, Gesamtwochen, AuszeichnungChartplatzierungen (Jahr, Titel, Musiklabel, Platzierungen, Wochen, Auszeichnungen, Anmerkungen) | Höchstplatzierung, Gesamtwochen, AuszeichnungChartplatzierungen (Jahr, Titel, Musiklabel, Platzierungen, Wochen, Auszeichnungen, Anmerkungen) | Höchstplatzierung, Gesamtwochen, AuszeichnungChartplatzierungen (Jahr, Titel, Musiklabel, Platzierungen, Wochen, Auszeichnungen, Anmerkungen) | Anmerkungen                                                                               |
| Jahr | Titel Musiklabel                         | DE | AT | CH | UK | US | Rock | Anmerkungen                                                                               |
| ---- | ---------------------------------------- | --- | --- | --- | --- | --- | --- | ----------------------------------------------------------------------------------------- |
| 2018 | Anthem of the Peaceful Army Lava Records | DE3 (20 Wo.)DE | AT9 (3 Wo.)AT | CH6 (7 Wo.)CH | UK12 (2 Wo.)UK | US3 Gold · (18 Wo.)US | Rock1 (20 Wo.)Rock | Erstveröffentlichung: 19. Oktober 2018 Verkäufe: + 635.000; # 2 der deutschen Vinylcharts |
| 2021 | The Battle at Garden’s Gate Lava Records | DE3 (12 Wo.)DE | AT2 (7 Wo.)AT | CH3 (9 Wo.)CH | UK8 (1 Wo.)UK | US7 (8 Wo.)US | Rock1 (15 Wo.)Rock | Erstveröffentlichung: 16. April 2021 # 2 der deutschen Vinylcharts                        |
| 2023 | Starcatcher Lava Records                 | DE2 (4 Wo.)DE | AT6 (2 Wo.)AT | CH2 (3 Wo.)CH | UK8 (1 Wo.)UK | US8 (2 Wo.)US | Rock1 (2 Wo.)Rock | Erstveröffentlichung: 21. Juli 2023                                                       |

## Auszeichnungen
Greta Van Fleet gewannen 2019 den Grammy Award in der Kategorie Best Rock Album für die EP From the Fires. Bei den Loudwire Music Awards wurde die Band 2017 in der Kategorie Best New Band ausgezeichnet. Zwei Jahre später kürte das Magazin Loudwire die Band als Breakthrough Artist of the Decade. 2019 wurde die Band bei den Pollstar Awards als Best New Headliner gekürt. Die EP From the Fires sowie die Single Highway Tune wurden in Kanada mit Platin und das Album Anthem of the Peaceful Arms und die Single Safari Song jeweils mit einer Goldenen Schallplatte ausgezeichnet. In den USA erhielt die Single Highway Tune Platin und die EPs Black Smoke Rising und From the Fires sowie die Singles Safari Song und When the Curtain Falls jeweils Gold.